# Giovane Memnone
Giovane Memnone (Younger Memnon) è il soprannome di un'antica statua egizia, una delle due teste colossali in granito provenienti dal Ramesseum, il tempio mortuario di Ramses II (1279 a.C. - 1213 a.C.) a Tebe, nell'Alto Egitto; si trova al British Museum di Londra Raffigura il faraone Ramses II della XIX dinastia, recante il copricapo nemes sormontato dall'ureo regale. È uno dei due colossi che originariamente affiancavano l'ingresso del Ramesseum, il Tempio di Milioni di Anni di Ramses II. La testa dell'altra statua, spezzata all'altezza del mento, si trova tuttora fra le rovine del tempio.

## Descrizione
Il cosiddetto Giovane Memnone è alto 2,67 metri e largo poco più di 2 metri (alle spalle). Pesa 7,25 tonnellate e fu tratto da un unico blocco di granito bicromatico. Quest'opera presenta alcune licenze dalle convenzioni della statuaria reale dell'epoca ramesside: gli occhi guardano più in basso del solito, e la testa e il corpo sono di due colori diversi. Si tratta di un reperto danneggiato: il braccio sinistro, l'avambraccio destro, tutto il corpo al di sotto del torace e la corona sono andati perduti.

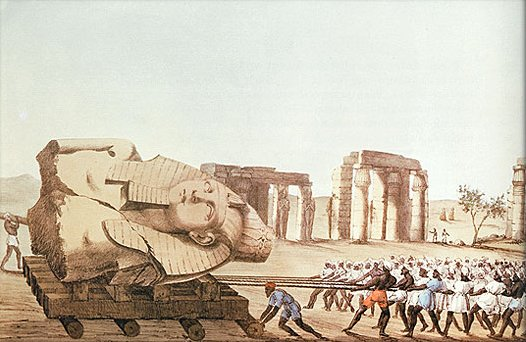
Lo spostamento del colosso effettuato da Giovanni Battista Belzoni nel 1816.

## Vicende dell'acquisizione

### Giovanni Battista Belzoni
Degli uomini incaricati da Napoleone provarono, senza successo, di sollevare e spostare il Giovane Memnone in Francia, durante la Campagna d'Egitto del 1798 - nel corso della quale acquisì la celeberrima Stele di Rosetta, che poi perse (anche questo reperto si trova al British Museum). Pare che il foro ben visibile sulla spalla del re sia stato fatto durante questi infruttuosi tentativi. 

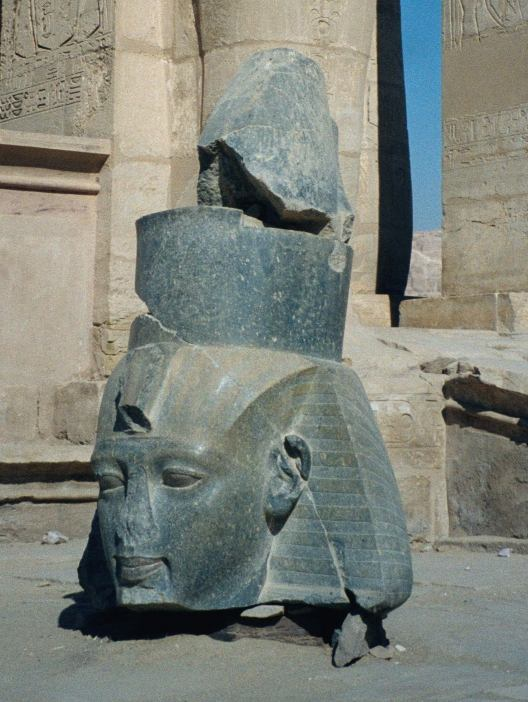
I resti del colosso gemello del Giovane Memnone, ancora in situ fra le rovine del Ramesseum.

Seguendo un'intuizione dell'amico Johann Ludwig Burckhardt, un esploratore svizzero, il console generale britannico Sir Henry Salt incaricò, nel 1815, l'avventuriero italiano Giovanni Battista Belzoni di sollevare la statua colossale e trasportarla in Inghilterra. Belzoni annotò in seguito:
(Giovanni Battista Belzoni)
Servendosi delle proprie conoscenze idrauliche e ingegneristiche, Belzoni fece trainare il Giovane Memnone su tronchi di legno, mediante funi tirate da centinaia di operai, fino alla riva del Nilo, a Luxor. Non era però disponibile alcuna barca per trasportarlo fino ad Alessandria; allora Belzoni ne approfittò per condurre una spedizione in Nubia, facendo ritorno a ottobre di quell'anno. A causa della presenza, nella zona, di collezionisti francesi che avrebbero potuto sottrarre la statua, Belzoni inviò degli operai a Esna in cerca di un'imbarcazione adatta per quel trasporto eccezionale; nel frattempo, effettuò alcuni scavi e alcune esplorazioni a Tebe. Infine, caricò i prodotti di questi ultimi scavi, oltre al Giovane Memnone, sulla barca, con la quale giunse al Cairo il 15 dicembre 1815. Lì, ricevette e obbedì all'ordine di Henry Salt di scaricare tutto eccetto il Giovane Memnone, che fu invece spedito ad Alessandria e a Londra senza l'esploratore padovano. Anticipato dalla poesia Ozymandias di Percy Bysshe Shelley, la testa arrivò nel 1818 a Deptford, a bordo della nave Weymouth. Il soprannome di Giovane Memnone gli fu attribuito una volta giunto a Londra a causa del Memnonianum (il nome greco del Ramesseum - i due colossi all'entrata del Tempio funerario di Amenofi III furono associati al mitico Memnone in epoca classica e sono tuttora noti come Colossi di Memnone, e la scultura al British Museum fu probabilmente confusa con questi ultimi).

### Al British Museum
Il colosso fu acquisito nel 1821, poco dopo il suo arrivo in Inghilterra, da Salt per conto del British Museum. Fu esposto per qualche tempo presso le vecchie Tonwley Galleries (ora demolite), poi installato (mediante cordame pesante e specifici mezzi di sollevamento, con la consulenza dei Royal Engineers) nel 1834 nella nuova Egyptian Sculpture Gallery; ora si trova nella Stanza nº4.

## Galleria d'immagini

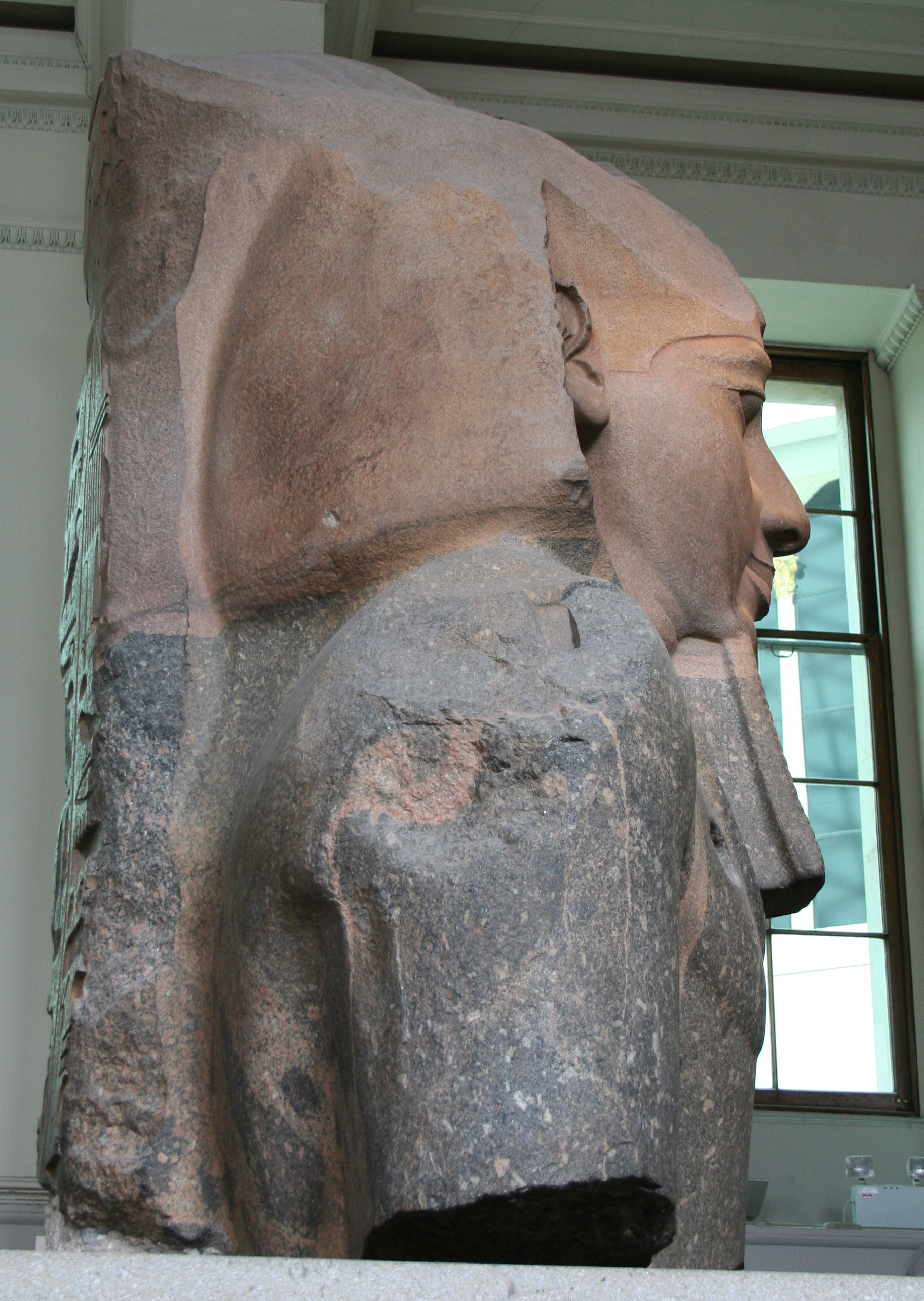
Profilo del colosso, che mette in evidenza il doppio colore della pietra.
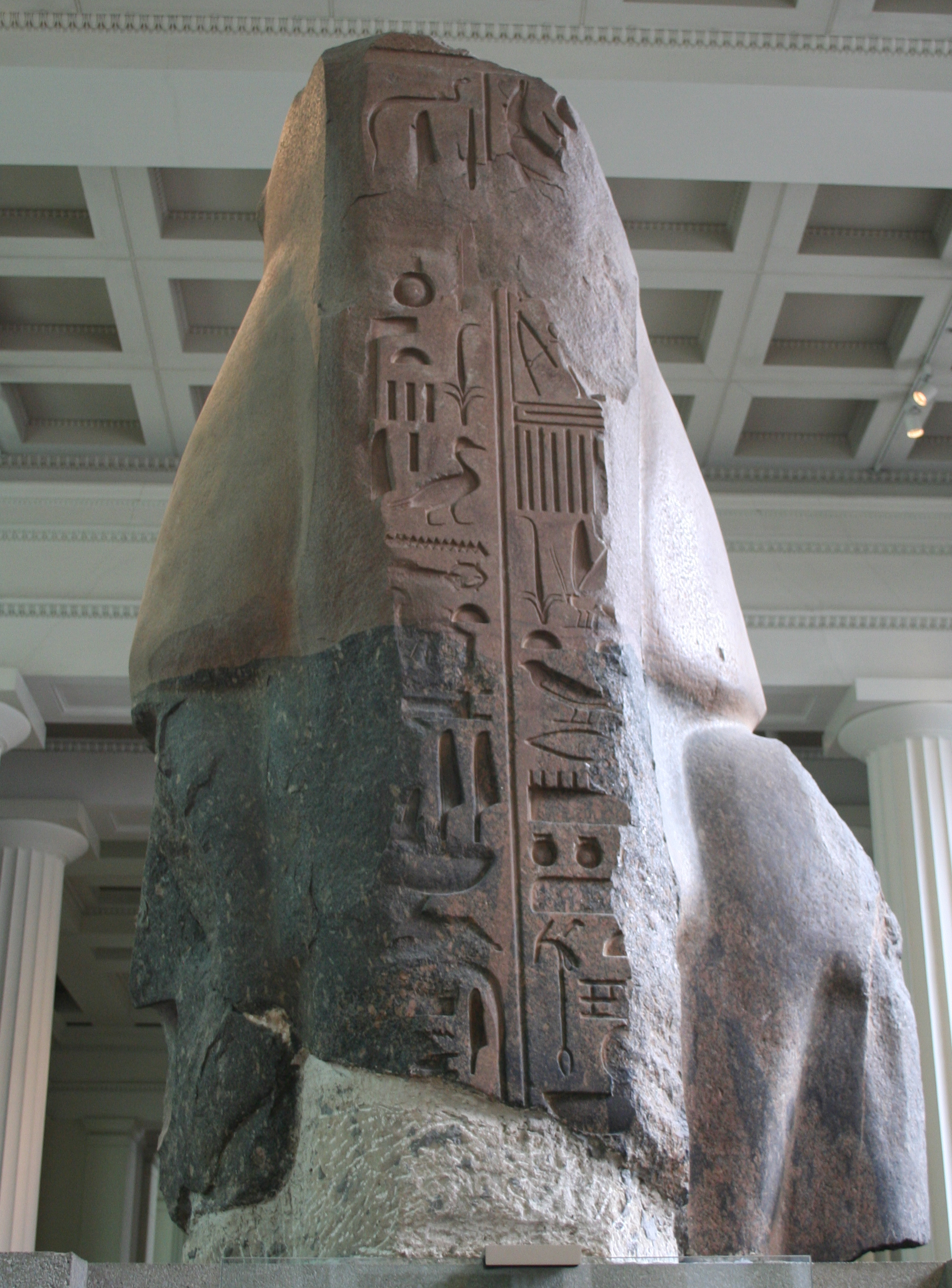
Retro del colosso, con iscrizioni in caratteri geroglifici.
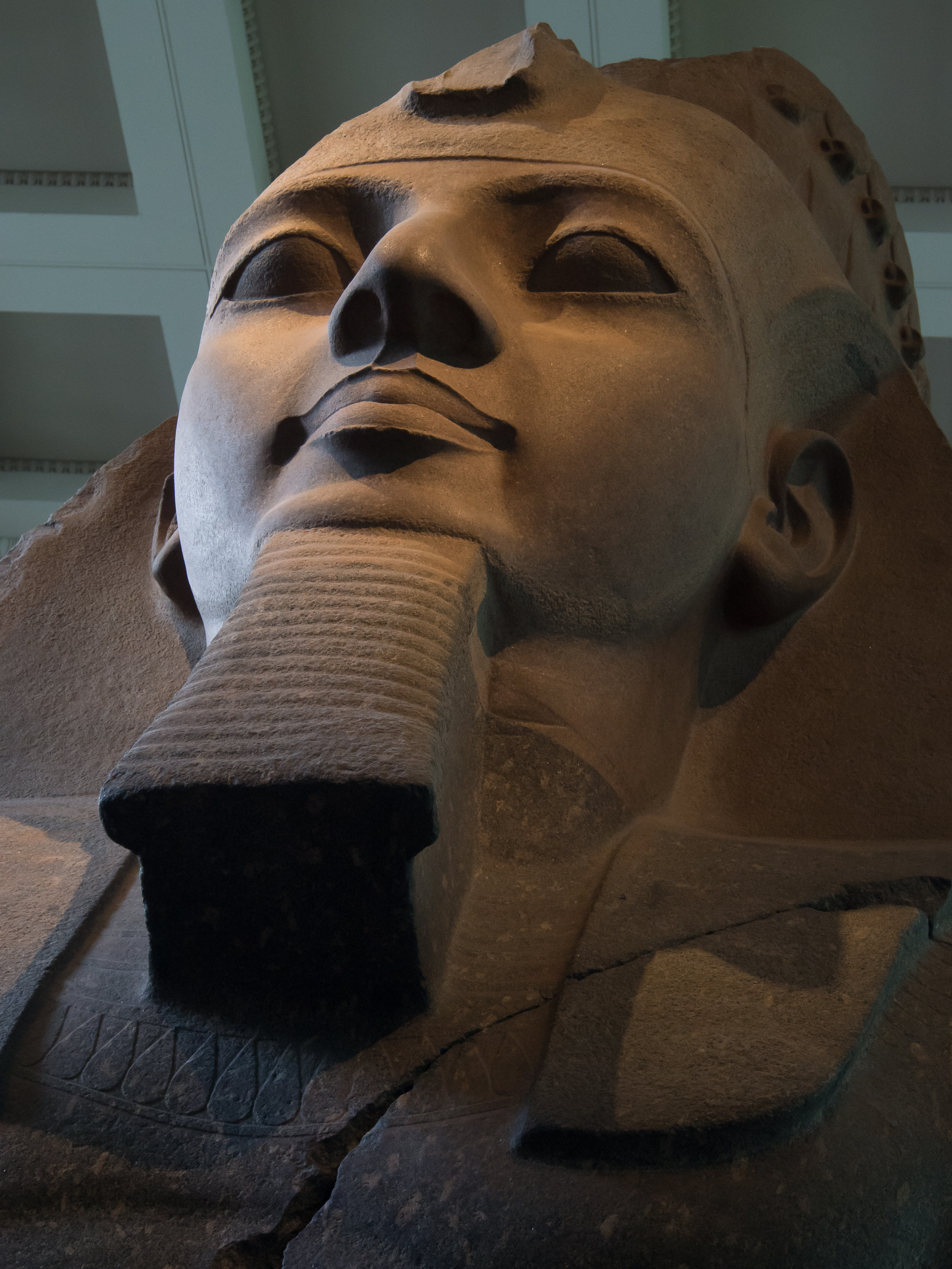
Dettaglio del volto e della barba posticcia.
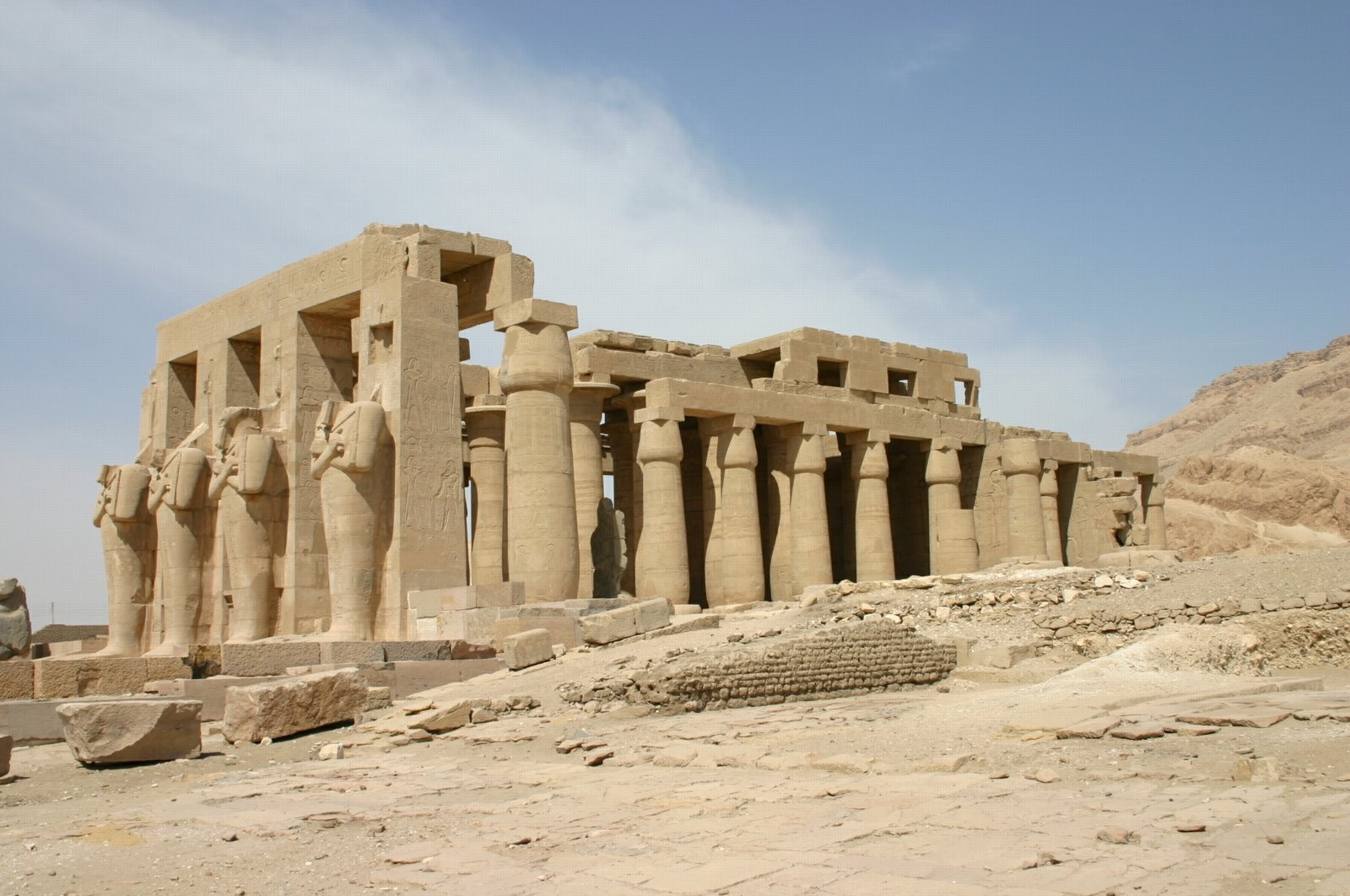
Le rovine del Ramesseum, sito di provenienza del colosso.